# James Batcheller Sumner
James Batcheller Sumner (Canton (Massachusetts), 19 november 1887 – Buffalo (New York), 12 augustus 1955) was een Amerikaans scheikundige. Hij kreeg in 1946 de helft van de Nobelprijs voor Scheikunde voor zijn ontdekking dat enzymen kunnen kristalliseren. De andere helft ging naar John Howard Northrop en Wendell Meredith Stanley.

## Opleiding
Sumner was de zoon van Charles en Elizabeth Kelly Sumner. Hij behaalde zijn bachelor op de Harvard Universiteit in 1910 waar hij scheikundigen als Roger Adams, Farrington Daniels, Frank C. Whitmore, James Bryant Conant en Charles Loring Jackson leerde kennen. In 1912 ging hij biochemie studeren aan de Harvard-universiteit en kreeg zijn Ph.D. in 1914. Daarna werkte hij als assistent hoogleraar biochemie op de Cornell Universiteit.

## Onderzoek
Op Cornell begon Sumner zijn onderzoek om enzymen in pure vorm te isoleren; iets wat nog nooit eerder was gedaan. Hij werkte met het enzym urease. Sumners werk was vele jaren onsuccesvol en veel collega's twijfelden en geloofden dat wat hij wilde bereiken onmogelijk was, maar in 1926 ontdekte hij dat zelfs enzymen met een laag molgewicht geïsoleerd en gekristalliseerd konden worden. Door gezuiverd urease op te lossen in aceton en de oplossing vervolgens af te koelen slaagde hij erin om urease-kristallen te laten ontstaan. Zijn succesvolle onderzoek leidde in 1929 tot een echt hoogleraarschap aan Cornell.

## Prijzen
In 1937 kreeg hij een Guggenheim Fellowship en hij werkte vijf maanden in Zweden bij Theodor Svedberg. Datzelfde jaar maakte John Howard Northrop van het Rockefeller Instituut gekristalliseerd pepsine wat aantoonde dat Sumner een algemene methode had ontwikkeld om enzymen te kristalliseren. Hiervoor kreeg hij de Scheele-medaille in Stockholm.
Sumner was driemaal getrouwd en tweemaal gescheiden. Zijn eerste huwelijk was met Bertha Louise Richetts in 1915, het jaar nadat zijn promotie had afgerond. Ze hadden vijf kinderen en eindigde in 1930. Het jaar erop huwde hij de Zweedse Agnes Pauline Lundquist, welk huwelijk kinderloos bleef. Na zijn tweede scheiding huwde hij Mary Morrison Beyer in 1943. Ze kregen twee zonen waarvan er een als kind stierf. Sumner overleed in 1955 aan de gevolgen van kanker.

## Noot
Toen hij op zijn 17e aan het jagen was werd Sumner per ongeluk beschoten door iemand uit het gezelschap en moest zijn linkerarm net onder de elleboog geamputeerd worden. Het ongeluk was voor hem dubbel traumatisch omdat hij destijds linkshandig was. Ondanks deze handicap besloot hij uit te blinken in sport en uiteindelijk won hij de eerste prijs bij de Cornell Faculty Tennis Club.
1901: Van 't Hoff ·
1902: E. Fischer ·
1903: Arrhenius ·
1904: Ramsay ·
1905: Baeyer ·
1906: Moissan ·
1907: Buchner ·
1908: Rutherford ·
1909: Ostwald ·
1910: Wallach ·
1911: Curie ·
1912: Grignard, Sabatier ·
1913: Werner ·
1914: Richards ·
1915: Willstätter ·
1918: Haber ·
1920: Nernst ·
1921: Soddy ·
1922: Aston ·
1923: Pregl ·
1925: Zsigmondy ·
1926: Svedberg ·
1927: Wieland ·
1928: Windaus ·
1929: Harden, Euler-Chelpin ·
1930: H. Fischer · 
1931: Bosch, Bergius ·
1932: Langmuir ·
1934: Urey ·
1935: F. Joliot-Curie, I. Joliot-Curie ·
1936: Debye ·
1937: Haworth, Karrer ·
1938: Kuhn ·
1939: Butenandt, Ružička ·
1943: Hevesy · 
1944: Hahn ·
1945: Virtanen ·
1946: Sumner, Northrop, Stanley ·
1947: Robinson · 
1948: Tiselius · 
1949: Giauque ·
1950: Diels, Alder ·
1951: McMillan, Seaborg ·
1952: Martin, Synge ·
1953: Staudinger ·
1954: Pauling ·
1955: Vigneaud ·
1956: Hinshelwood, Semjonov ·
1957: Todd ·
1958: Sanger ·
1959: Heyrovský ·
1960: Libby ·
1961: Calvin ·
1962: Perutz, Kendrew ·
1963: Ziegler, Natta ·
1964: Hodgkin ·
1965: Woodward ·
1966: Mulliken ·
1967: Eigen, Norrish, Porter ·
1968: Onsager ·
1969: Barton, Hassel ·
1970: Leloir ·
1971: Herzberg ·
1972: Anfinsen, Moore, Stein · 
1973: E.O. Fischer, Wilkinson · 
1974: Flory ·
1975: Cornforth, Prelog ·
1976: Lipscomb ·
1977: Prigogine · 
1978: Mitchell ·
1979: Brown, Wittig ·
1980: Berg, Gilbert, Sanger ·
1981: Fukui, Hoffmann ·
1982: Klug ·
1983: Taube ·
1984: Merrifield ·
1985: Hauptman, Karle ·
1986: Herschbach, Lee, Polanyi ·
1987: Cram, Lehn, Pedersen ·
1988: Deisenhofer, Huber, Michel ·
1989: Altman, Cech ·
1990: Corey ·
1991: Ernst ·
1992: Marcus ·
1993: Mullis, Smith ·
1994: Olah ·
1995: Crutzen, Molina, Rowland ·
1996: Curl, Kroto, Smalley ·
1997: Boyer, Walker, Skou ·
1998: Kohn, Pople ·
1999: Zewail ·
2000: Heeger, MacDiarmid, Shirakawa ·
2001: Knowles, Noyori, Sharpless ·
2002: Fenn, Tanaka, Wüthrich ·
2003: Agre, MacKinnon ·
2004: Ciechanover, Hershko, Rose ·
2005: Grubbs, Schrock, Chauvin ·
2006: Kornberg ·
2007: Ertl ·
2008: Shimomura, Chalfie, Tsien ·
2009: Steitz, Yonath, Ramakrishnan ·
2010: Heck, Negishi, Suzuki ·
2011: Shechtman ·
2012: Kobilka, Lefkowitz ·
2013: Karplus, Levitt, Warshel ·
2014: Betzig, Hell, Moerner ·
2015: Lindahl, Modrich, Sancar ·
2016: Sauvage, Stoddart, Feringa ·
2017: Dubochet, Frank, Henderson · 
2018: Arnold, Winter, Smith ·   
2019: Goodenough, Whittingham, Yoshino ·
2020: Charpentier, Doudna ·
2021: List, MacMillan ·
2022: Bertozzi, Meldal, Sharpless ·
2023: Bawendi, Brus, Jekimov ·
2024: Baker, Hassabis, Jumper